# Hubbleova klasifikace galaxií

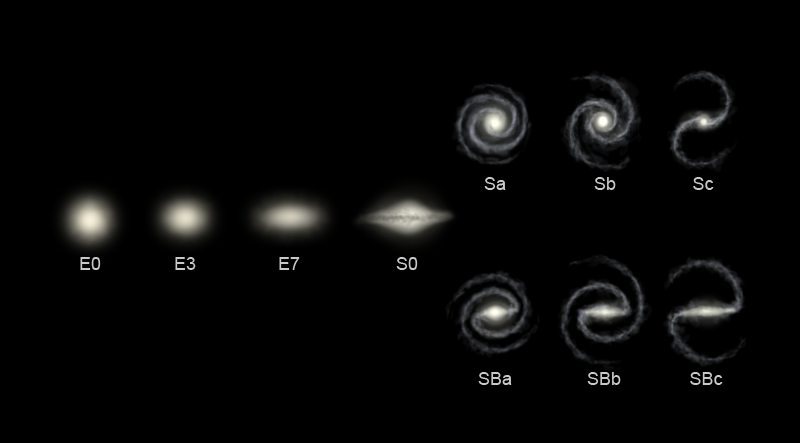
Hubbleova klasifikace galaxií: vlevo eliptické (E0-E7) a čočkové (S0), vpravo nahoře spirální (Sa-Sc) a vpravo dole spirální s příčkou (SB)

Hubbleova klasifikace galaxií rozděluje galaxie podle jejich tvaru. Zavedl ji v roce 1925 americký astronom Edwin Hubble. Obvykle se znázorňuje ve vidlicovitém uspořádání (tzv. Hubbleova ladička, viz obrázek), které však vyjadřuje pouze empirickou klasifikaci, nikoli vývojová stádia galaxií. Každý z typů je dále členěn na další podtypy podle tvarů.

## Typy galaxií

### Eliptické galaxie

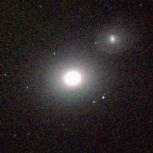
Eliptická galaxie M60

Jsou galaxie ve tvaru elipsoidu (sféroidu). Jejich průmět na oblohu je elipsa nebo kruh. Označují se písmenem E k němuž je připojeno číslo 0–7 vyjadřující elipticitu galaxie (zploštělost elipsy). Číslo se vypočte z velké (a) a malé osy (b) elipsy podle vzorce 10(a-b)/a. EO je galaxie kruhového tvaru, E7 galaxie s největším zploštěním (galaxie s větší elipticitou nebyly objeveny).
Mezi eliptické galaxie patří například galaxie M110 v souhvězdí Andromeda nebo galaxie M60 a galaxie M87 – Virgo Aa v souhvězdí Panna.

### Spirální galaxie

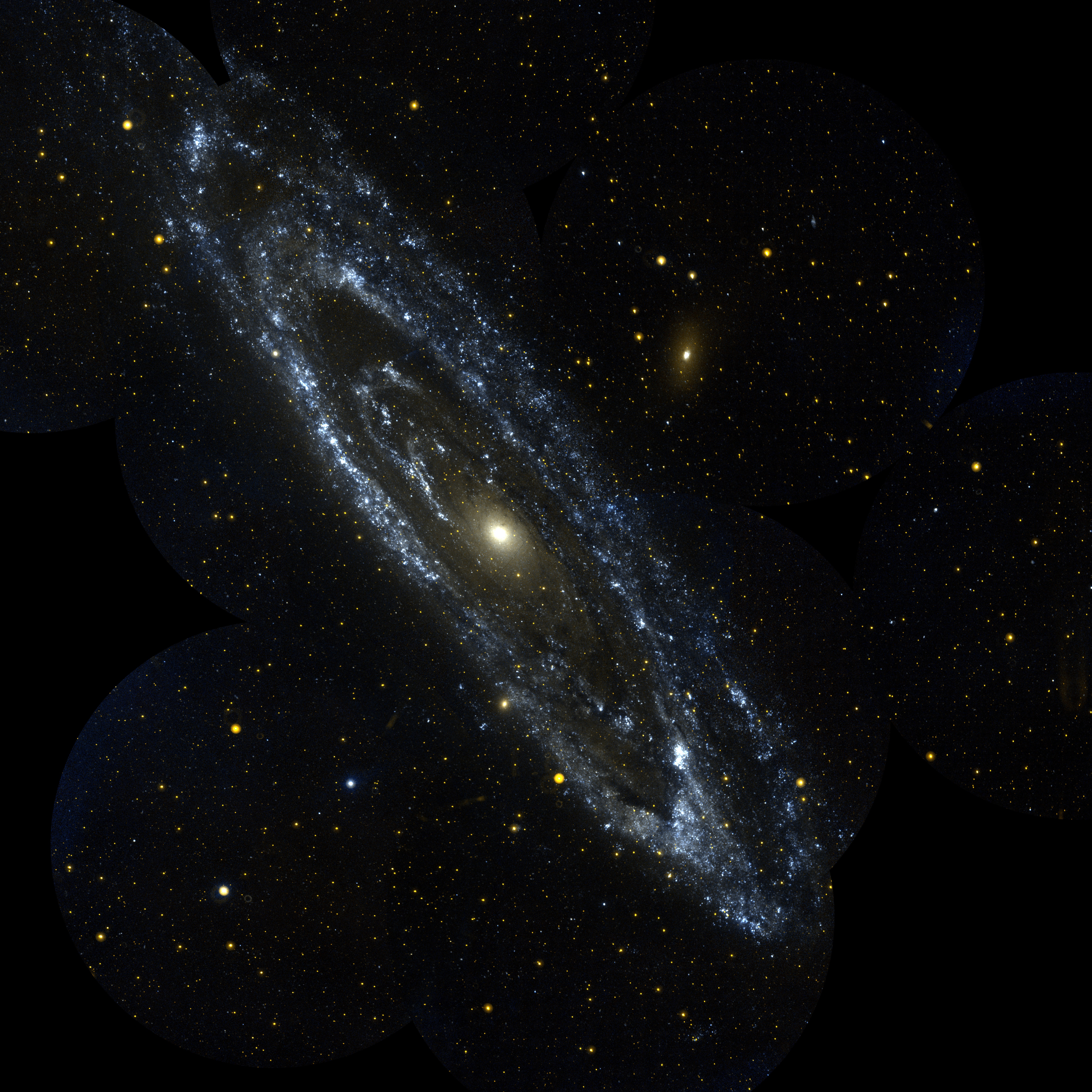
Spirální galaxie M31

Pro tento druh galaxií jsou typická výrazná spirální ramena, která vycházejí z galaktického jádra. Spirální galaxie se označují písmenem S za nímž následuje písmeno a, b nebo c. Tato písmena určují velikost jádra a rozvinutí ramen galaxie:
- Sa – mohutné jádro s těsně navinutými rameny.
- Sb – menší jádro s rameny více otevřenými.
- Sc – málo výrazné jádro s rameny daleko odvinutými.

Typickým představitelem spirální galaxie je například pouhým okem viditelná Velká galaxie v Andromedě (M31) nebo galaxie Větrník (M101).

### Spirální galaxie spříčkou

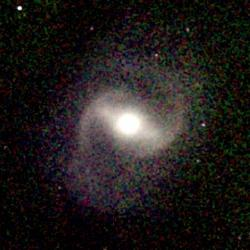
Spirální galaxie s příčkou M91

Mají tvar podobný spirálním galaxiím ale spirální ramena u nich nevycházejí z galaktického jádra, ale vybíhají z konců galaktické příčky. Označují se písmeny SB a podle otevření ramen se (podobně jako spirální galaxie) dělí na tři podskupiny:
- SBa – těsně navinutá ramena.
- SBb – více otevřená ramena.
- SBc – ramena daleko odvinutá.

Spirální galaxie s příčkou je například galaxie M91 v souhvězdí Vlasů Bereniky. Mezi tento typ galaxií patří i naše Galaxie.

### Čočkové galaxie

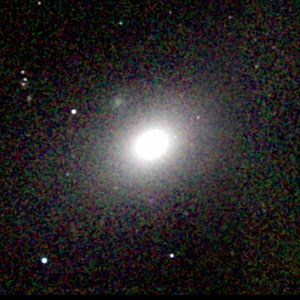
Čočková galaxie M86

Podle Hubbleovy klasifikace tvoří přechodný typ mezi eliptickou a spirální galaxií (nejsou ale vývojovým přechodem těchto typů). Tyto galaxie se podobají spirálním galaxiím s výrazným jádrem a diskem, který však postrádá spirální strukturu. Označují se S0.
K představitelům galaxií v této kategorii patří galaxie M86 v Panně

### Nepravidelné galaxie

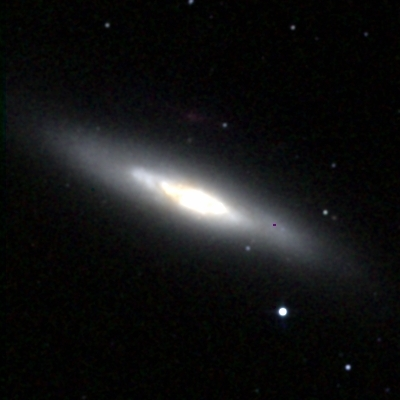
Nepravidelná galaxie M82

Nepravidelné galaxie postrádají výraznou strukturu. Mají sice také jádro, ale mnohem menší než spirální galaxie. Jejich disk má nepravidelnou strukturu i když v něm může být nezřetelná příčka. Označují se písmeny Irr a dělí se na dvě skupiny:
- Irr I – nepravidelné galaxie.
- Irr II – narušené galaxie – například galaxie s překotným vývojem hvězd (anglicky starburst) či interagující galaxie.

Nepravidelná galaxie je například galaxie Doutník (M82) v souhvězdí Velké medvědice.